# 블랙베리 플레이북

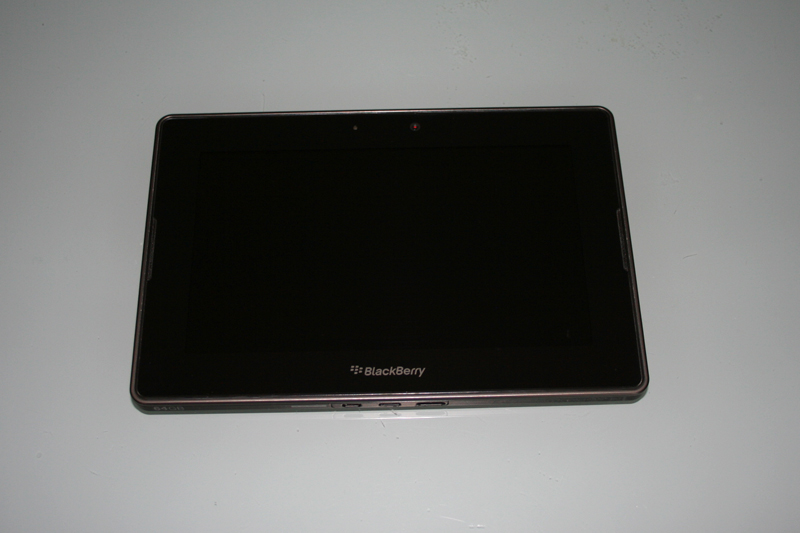
블랙베리 플레이북

블랙베리 플레이북(BlackBerry PlayBook)은 블랙베리가 만든 태블릿 컴퓨터이다. 2011년 4월 19일 미국과 캐나다에서 처음 출시되어 판매되었다.
플레이북은 QNX 뉴트리노 기반 블랙베리 태블릿 OS를 구동하는 최초의 장치이며 어도비 AIR를 사용하여 개발된 모바일 앱을 실행할 수 있다. 나중에 블랙베리 태블릿 OS는 기존의 블랙베리 OS에 통합되어 새로운 운영 체제 블랙베리 10이 탄생하였으며 이는 블랙베리의 제품 계열 전반에 사용된다. 블랙베리 플레이북 OS의 두 번째 주요 버전은 2012년 2월에 출시되었다. 플레이북은 안드로이드 OS 응용 프로그램들도 지원하므로 이들의 블랙베리 앱 월드 스토어를 통한 판매, 설치를 허용한다.

## 참조
1. ↑  BlackBerry maker unveils PlayBook tablet, September 27, 2010, Reuters
2. ↑  “RIM Unveils The BlackBerry PlayBook”. Research In Motion. 2010년 9월 27일. 2019년 4월 4일에 원본 문서에서 보존된 문서. 2013년 6월 19일에 확인함.
3. ↑  “An Update on BlackBerry PlayBook OS 2.0”. 2014년 10월 5일에 원본 문서에서 보존된 문서. 2011년 12월 11일에 확인함.
4. ↑  Chris Davies, "RIM PlayBook Android app limits detailed disappointingly", SlashGear, September 28, 2011